# Beatty Marsh Beach
Beatty Marsh Beach – plaża chroniona (chroniony odcinek wybrzeża) na poziomie prowincjonalnym (protected beach) w kanadyjskiej Nowej Szkocji, w hrabstwie Cumberland, na północny wschód od miejscowości Malagash, utworzona 8 lutego 1977; nazwa urzędowo zatwierdzona 4 maja 2009.